# 황의경
황의경(1967년 ~ )은 대한민국의 방송인이다.

## 학력
- 전라고등학교
- 고려대학교 경영학과 학사

## 경력
- KBS 드라마본부 PD (1993년 입사)
- KBS TV제작본부 드라마운영팀장 (부장급)
- KBS 드라마본부 편성기획팀장 (과장급)
- KBS 미디어 콘텐츠사업본부장
- 몬스터 유니온 대표이사 사장
- KBS 드라마본부 센터장 (본부장급)

## 작품 활동
| 제작년도    | 방송 | 제목                        | 역할         | 비고                    |
| ----------- | ---- | --------------------------- | ------------ | ----------------------- |
| 2001        | KBS1 | 학교 4                      | 연출         |                         |
| 2005        | KBS2 | 웨딩                        | 연출         |                         |
| 2012        | KBS2 | 학교 2013                   | 책임프로듀서 | 곽기원 팀장과 공동 기획 |
| 2013        | KBS2 | 상어                        | 책임프로듀서 | 곽기원 팀장과 공동 기획 |
| 2013        | KBS2 | 비밀                        | 책임프로듀서 | 곽기원 팀장과 공동 기획 |
| 2013        | KBS2 | 예쁜 남자                   | 편성 기획    | 곽기원 팀장과 공동 기획 |
| 2014        | KBS2 | 조선 총잡이                 | 편성 기획    |                         |
| 2014 ~ 2015 | KBS2 | 가족끼리 왜 이래            | 책임프로듀서 |                         |
| 2015        | KBS2 | 후아유 - 학교 2015          | 편성 기획    | 정성효 국장과 공동 기획 |
| 2015        | KBS2 | 발칙하게 고고               | 편성 기획    |                         |
| 2015        | KBS2 | 장사의 신 - 객주 2015       | 편성 기획    |                         |
| 2016        | KBS2 | 태양의 후예                 | 편성 기획    | 정성효 국장과 공동 기획 |
| 2016        | KBS2 | 동네변호사 조들호           | 편성 기획    |                         |
| 2016        | KBS2 | 함부로 애틋하게             | 편성 기획    |                         |
| 2016        | KBS2 | 구르미 그린 달빛            | 편성 기획    |                         |
| 2016        | KBS2 | 월계수 양복점 신사들        | 편성 기획    |                         |
| 2016        | KBS2 | 화랑                        | 편성 기획    |                         |
| 2017        | KBS2 | 김과장                      | 편성 기획    |                         |
| 2017        | KBS2 | 쌈 마이웨이                 | 편성 기획    | 문준하 팀장과 공동 기획 |
| 2017        | KBS2 | 학교 2017                   | 편성 기획    |                         |
| 2017        | KBS2 | 마녀의 법정                 | 편성 기획    |                         |
| 2018        | KBS2 | 하나뿐인 내편               | 책임프로듀서 |                         |
| 2018        | KBS2 | 최고의 이혼                 | 편성 기획    |                         |
| 2019        | KBS2 | 왜그래 풍상씨               | 편성 기획    |                         |
| 2019        | KBS2 | 닥터 프리즈너               | 책임프로듀서 | 문준하 팀장과 공동 기획 |
| 2019        | KBS2 | 동백꽃 필 무렵              | 편성 기획    |                         |
| 2019        | KBS2 | 사랑은 뷰티풀 인생은 원더풀 | 편성 기획    |                         |